# Metulocyphella lanceolata
Metulocyphella lanceolata är en svampart som beskrevs av Agerer 1983. Metulocyphella lanceolata ingår i släktet Metulocyphella och familjen Marasmiaceae.   Inga underarter finns listade i Catalogue of Life.